# Charles Crombez
Charles Crombez (* 12. Juni 2002 in Belgien) ist ein belgischer ehemaliger Kinderdarsteller, der 2013 die Hauptrolle im Film Boule & Bill spielte. Nachdem Crombez für die Rolle des 9- bis 11-jährigen Boule zu groß geworden war, wurde er beim Dreh der Fortsetzung im Juni 2016 ersetzt.

## Filmografie
- 2013: Boule & Bill – Zwei Freunde Schnief und Schnuff (Spielfilm, Hauptrolle)
- 2013: Vivement dimanche prochain (Fernsehserie, Gastrolle als er selbst)[1]